# Before Night Falls
 Before Night Falls és una pel·lícula dirigida per Julian Schnabel, segons l'obra homònima de Reinaldo Arenas, sobre un guió de Cunningham O'Keefe, Lázaro Gómez Carriles i Julian Schnabel, estrenada el 2000.

## Argument
La vida de l'escriptor cubà Reinaldo Arenas, homosexual a la recerca de llibertat: en principi compromès amb la Revolució cubana, després és censurat i perseguit pel règim de Fidel Castro. Després de l'Èxode de Mariel, troba asil polític als Estats Units i residirà a Nova York on, afectat de la sida, se suïcidarà el 1990.

## Repartiment
- Javier Bardem: Reinaldo Arenas
- Olivier Martinez: Lazaro Gomez Carilles
- Andrea Di Stefano: Pepe Malas
- Johnny Depp: «Bon Bon» i el tinent Victor
- Sean Penn: «Cuco Sánchez» (el conductor del carro de bous)
- Michael Wincott: Herberto Zorilla Ochoa
- Olatz Lopez Garmendia: la mare de Reinaldo
- Giovanni Florido: Reinaldo, de nen
- Loló Navarro: l'àvia de Reinaldo
- Sebastián Silva: el pare de Reynaldo
- Carmen Beato: la institutriu

## Premis i nominacions

### Premis
- 2000. Gran Premi del Jurat al Festival Internacional de Cinema de Venècia
- 2000. Copa Volpi per la millor interpretació masculina per Javier Bardem

### Nominacions
- 2000. Lleó d'Or
- 2001. Oscar al millor actor per Javier Bardem
- 2001. Globus d'Or al millor actor dramàtic per Javier Bardem

## Al voltant de la pel·lícula
- «L'entrevista» de Reinaldo Arenas ha estat transcrita des del documental Havana dirigida per Jana Bokova (1990).